# مناطق كوريا

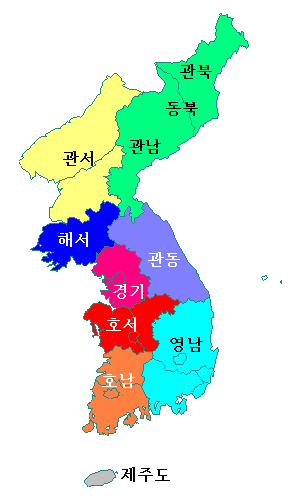

تم تقسيم كوريا تقليديا إلى عدد من المناطق غير الرسمية التي تعكس تاريخ وجغرافيا المنطقة، ووحدود اللهجة داخل شبه جزيرة كوريا. إن العديد من الأسماء الموجودة في القائمة أدناه غير موجودة أو تغيرت أو عفا عليها الزمن في وقتنا هذا، مثل هونام، يونغدونغ، يونغنام، والمصطلح الحديث سودوغوون هو الوحيد الذي يستخدم على نطاق واسع.
أسماء المقاطعات الثمانية أو المحافظات الثمانية التقليدية في كوريا تستخدم أيضا كثيرا مع الألقاب المناطق.

## قائمة المناطق
| RR       | MC       | هانغل | هانجا | تقسيم اليوم                                                 | تقسيم اليوم    |
| -------- | -------- | ----- | ----- | ----------------------------------------------------------- | -------------- |
| هاسو     | هايسو    | 해서  | 海西  | هوانغهاي الشمالية وهوانغهاي الجنوبية                        | كوريا الشمالية |
| غوانسو   | كوانسو   | 관서  | 關西  | بيونغيانغ، نامبو، شمال. بيونغان، جنوب. بيونغان وتشاغانغ     | كوريا الشمالية |
| غواندونغ | كواندونغ | 관동  | 關東  | غانغوون / كواندونغ                                          | كلاهما         |
| غوانام   | كوانام   | 관남  | 關南  | هامغيونغ الجنوبية والجزء الشرقي من ريانغانغ                 | كوريا الشمالية |
| غوانبوك  | كوانبوك  | 관북  | 關北  | رسون, هامغيونغ الجنوبية، هامغيونغ الشمالية و ريانغانغ       | كوريا الشمالية |
| غيونغي   | كيونغي   | 경기  | 京畿  | سول، إنتشون وغيونغي                                         | كوريا الجنوبية |
| هوسُ      | هوسو     | 호서  | 湖西  | دايجون، سجونغ، . تشنغتشونغ الشمالية و .تشنغتشونغ الجنوبية   | كوريا الجنوبية |
| هونام    | هونام    | 호남  | 湖南  | غوانغجو، جولا الشمالية وجولا الجنوبية                       | كوريا الجنوبية |
| يونغسو   | يُنغسو    | 영서  | 嶺西  | الجزء الغربي من غواندونغ                                    | كلاهما         |
| يونغدونغ | يُنغدونغ  | 영동  | 嶺東  | الجزء الشرقي من غواندونغ                                    | كلاهما         |
| يونغنام  | ينغنام   | 영남  | 嶺南  | بوسان، دايغو، ألسان، غيونغسانغ الشمالية وغيونغسانغ الجنوبية | كوريا الجنوبية |
| غِهو      | كِهو      | 기호  | 畿湖  | غيونغي وهوسو                                                | كوريا الجنوبية |